# Fußball-Oberliga 2015/16
Die Fußball-Oberliga 2015/16 war die achte Saison der Oberliga als fünfthöchste Spielklasse im Fußball in Deutschland.

## Oberligen
| Oberliga                                                 | Mannschaften       | Meister                                                      |
| -------------------------------------------------------- | ------------------ | ------------------------------------------------------------ |
| Oberliga Baden-Württemberg 2015/16                       | 18                 | SSV Ulm 1846                                                 |
| Bayernliga 2015/16 in zwei Staffeln (Nord und Süd)       | 18 (Nord) 18 (Süd) | SV Seligenporten (Nord) VfR Garching (Süd)                   |
| Bremen-Liga 2015/16                                      | 16                 | Bremer SV                                                    |
| Oberliga Hamburg 2015/16                                 | 18                 | TuS Dassendorf                                               |
| Hessenliga 2015/16                                       | 17                 | Teutonia Watzenborn-Steinberg                                |
| Mittelrheinliga 2015/16                                  | 16                 | Bonner SC                                                    |
| Oberliga Niederrhein 2015/16                             | 18                 | Wuppertaler SV                                               |
| Oberliga Niedersachsen 2015/16                           | 16                 | Lupo Martini Wolfsburg                                       |
| Oberliga Nordost 2015/16 in zwei Staffeln (Nord und Süd) | 16 (Nord) 16 (Süd) | FSV Union Fürstenwalde (Nord) 1. FC Lokomotive Leipzig (Süd) |
| Oberliga Rheinland-Pfalz/Saar 2015/16                    | 18                 | TuS Koblenz                                                  |
| Schleswig-Holstein-Liga 2015/16                          | 18                 | SV Eichede                                                   |
| Oberliga Westfalen 2015/16                               | 18                 | Sportfreunde Siegen                                          |

## Aufstieg und Relegation zur Regionalliga

### Regionalliga Bayern
Folgende Mannschaften qualifizierten sich direkt für die Regionalliga Bayern 2016/17:
- Meister (bzw. bestplatzierte aufstiegsberechtigte Mannschaften) der Bayernliga
  -  SV Seligenporten (Nord)
  -  VfR Garching (Süd)

Folgende Mannschaften qualifizierten sich für die Relegation:
- Tabellen-15. und Tabellen-16. (bzw. die beiden in der Tabelle vor den Direktabsteigern stehenden Mannschaften) der Regionalliga Bayern
  -  Viktoria Aschaffenburg
  -  FC Augsburg II
- Vizemeister (bzw. zweitbestplatzierte aufstiegsberechtigte Mannschaften) der Bayernliga
  -  SpVgg Bayern Hof (Nord)
  -  TSV 1860 Rosenheim (Süd)

#### Relegation
In der Relegation wurden zunächst im K.-o.-System zwei weitere Regionalliga-Teilnehmer ermittelt.
Spiel 1
| Datum                   |                        | Ergebnis  |                        | Austragungsort                       |
| ----------------------- | ---------------------- | --------- | ---------------------- | ------------------------------------ |
| 24. Mai 2016, 18:30 Uhr | SpVgg Bayern Hof       | 2:1 (0:0) | Viktoria Aschaffenburg | Hof, Stadion Grüne Au                |
| 27. Mai 2016, 18:30 Uhr | Viktoria Aschaffenburg | 1:2 (1:0) | SpVgg Bayern Hof       | Aschaffenburg, Stadion am Schönbusch |
| Gesamt:                 | SpVgg Bayern Hof       | 4:2       | Viktoria Aschaffenburg |                                      |

Spiel 2
| Datum                   |                    | Ergebnis  |                    | Austragungsort           |
| ----------------------- | ------------------ | --------- | ------------------ | ------------------------ |
| 24. Mai 2016, 18:30 Uhr | TSV 1860 Rosenheim | 2:1 (2:0) | FC Augsburg II     | Rosenheim, Jahnstadion   |
| 27. Mai 2016, 18:30 Uhr | FC Augsburg II     | 1:0 (0:0) | TSV 1860 Rosenheim | Augsburg, Rosenaustadion |
| Gesamt:                 | TSV 1860 Rosenheim | (a)2:2(a) | FC Augsburg II     |                          |

Da sich der SSV Jahn Regensburg als Vertreter der Regionalliga Bayern in den Aufstiegsspielen zur 3. Liga durchsetzen konnte, spielten die Verlierer noch einen weiteren Regionalliga-Teilnehmer aus.
Spiel 3
| Datum                   |                        | Ergebnis  |                        | Austragungsort                       |
| ----------------------- | ---------------------- | --------- | ---------------------- | ------------------------------------ |
| 31. Mai 2016, 18:30 Uhr | TSV 1860 Rosenheim     | 0:0       | Viktoria Aschaffenburg | Rosenheim, Jahnstadion               |
| 3. Juni 2016, 18:30 Uhr | Viktoria Aschaffenburg | 0:1 (0:1) | TSV 1860 Rosenheim     | Aschaffenburg, Stadion am Schönbusch |
| Gesamt:                 | TSV 1860 Rosenheim     | 1:0       | Viktoria Aschaffenburg |                                      |

### Regionalliga Nord
Folgende Mannschaft qualifizierte sich direkt für die Regionalliga Nord 2016/17:
- Meister (bzw. bestplatzierte aufstiegsberechtigte Mannschaft) der Oberliga Niedersachsen
  -  Lupo Martini Wolfsburg

Folgende Mannschaften qualifizierten sich für die Aufstiegsrunde:
- Meister (bzw. bestplatzierte aufstiegsberechtigte Mannschaft) der Bremen-Liga
  -  Bremer SV
- Meister (bzw. bestplatzierte aufstiegsberechtigte Mannschaft) der Oberliga Hamburg
  -  Altona 93
- Meister (bzw. bestplatzierte aufstiegsberechtigte Mannschaft) der Schleswig-Holstein-Liga
  -  SV Eichede
- Vizemeister (bzw. zweitbestplatzierte aufstiegsberechtigte Mannschaft) der Oberliga Niedersachsen
  -  1. FC Germania Egestorf/Langreder

#### Aufstiegsrunde
In der Aufstiegsrunde wurden in einem Rundenturnier zwei weitere Regionalliga-Teilnehmer ermittelt.
Bei Punktgleichheit entschieden über die Tabellenplatzierung:
1. die Tordifferenz,
2. die Anzahl der erzielten Tore,
3. die im Anschluss an die Spiele ausgetragenen Elfmeterschießen.
| Datum                   |                            | Ergebnis                  |                            | Austragungsort                        |
| ----------------------- | -------------------------- | ------------------------- | -------------------------- | ------------------------------------- |
| 1. Juni 2016, 19:30 Uhr | Bremer SV                  | 1:1 (1:0) (2:4 i. E.)     | 1. FC Germania Egestorf/L. | Bremen, Stadion am Panzenberg         |
| 1. Juni 2016, 19:30 Uhr | Altona 93                  | 1:1 (0:0) (5:3 i. E.)     | SV Eichede                 | Hamburg, Adolf-Jäger-Kampfbahn        |
| 4. Juni 2016, 15:00 Uhr | 1. FC Germania Egestorf/L. | 2:2 (1:1) (6:7 i. E.)     | SV Eichede                 | Rotenburg (Wümme), Stadion in der Ahe |
| 4. Juni 2016, 15:00 Uhr | Bremer SV                  | 0:2 (0:1) (5:3 i. E.)     | Altona 93                  | Drochtersen, Kehdinger Stadion        |
| 7. Juni 2016, 19:30 Uhr | SV Eichede                 | 2:1 (1:0) (Elfm. obsolet) | Bremer SV                  | Steinburg, Ernst-Wagener-Stadion      |
| 7. Juni 2016, 19:30 Uhr | 1. FC Germania Egestorf/L. | 2:1 (1:0) (Elfm. obsolet) | Altona 93                  | Barsinghausen, Joyetech-Arena         |

| Pl. | Mannschaft                        | Sp. | S | U | N | Tore    | Punkte |
| --- | --------------------------------- | --- | - | - | - | ------- | ------ |
| 1.  | SV Eichede                        | 3   | 1 | 2 | 0 | 005:400 | 05     |
| 2.  | 1. FC Germania Egestorf/Langreder | 3   | 1 | 2 | 0 | 005:400 | 05     |
| 3.  | Altona 93                         | 3   | 1 | 1 | 1 | 004:300 | 04     |
| 4.  | Bremer SV                         | 3   | 0 | 1 | 2 | 002:500 | 01     |

### Regionalliga Nordost
Folgende Mannschaften qualifizierten sich direkt für die Regionalliga Nordost 2016/17:
- Meister (bzw. bestplatzierte aufstiegsberechtigte Mannschaften) der Oberliga Nordost
  -  FSV Union Fürstenwalde (Nord)
  -  1. FC Lokomotive Leipzig (Süd)

### Regionalliga Südwest
Folgende Mannschaften qualifizierten sich direkt für die Regionalliga Südwest 2016/17:
- Meister (bzw. bestplatzierte aufstiegsberechtigte und mindestens viertplatzierte Mannschaft) der Oberliga Baden-Württemberg
  -  SSV Ulm 1846
- Meister (bzw. bestplatzierte aufstiegsberechtigte und mindestens viertplatzierte Mannschaft) der Hessenliga
  -  Teutonia Watzenborn-Steinberg
- Meister (bzw. bestplatzierte aufstiegsberechtigte und mindestens viertplatzierte Mannschaft) der Oberliga Rheinland-Pfalz/Saar
  -  TuS Koblenz

Folgende Mannschaften qualifizierten sich für die Aufstiegsrunde:
- Vizemeister (bzw. zweitbestplatzierte aufstiegsberechtigte und mindestens viertplatzierte Mannschaft) der Oberliga Baden-Württemberg
  -  FC Nöttingen
- Vizemeister (bzw. zweitbestplatzierte aufstiegsberechtigte und mindestens viertplatzierte Mannschaft) der Hessenliga
  -  Rot-Weiss Frankfurt
- Vizemeister (bzw. zweitbestplatzierte aufstiegsberechtigte und mindestens viertplatzierte Mannschaft) der Oberliga Rheinland-Pfalz/Saar
  -  SC Hauenstein

#### Aufstiegsrunde
In der Aufstiegsrunde wurde in einem Rundenturnier ein weiterer Regionalliga-Teilnehmer ermittelt.
Bei Punktgleichheit entschieden über die Tabellenplatzierung:
1. die Tordifferenz,
2. die Anzahl der erzielten Tore,
3. das Los.
| Datum                   |                     | Ergebnis  |                     | Austragungsort                            |
| ----------------------- | ------------------- | --------- | ------------------- | ----------------------------------------- |
| 26. Mai 2016, 14:00 Uhr | FC Nöttingen        | 3:2 (1:0) | Rot-Weiss Frankfurt | Remchingen, Panoramastadion               |
| 1. Juni 2016, 19:00 Uhr | Rot-Weiss Frankfurt | 3:2 (2:0) | SC Hauenstein       | Frankfurt am Main, Stadion am Brentanobad |
| 4. Juni 2016, 14:00 Uhr | SC Hauenstein       | 4:4 (1:3) | FC Nöttingen        | Hauenstein, Stadion am Neding             |

| Pl. | Mannschaft          | Sp. | S | U | N | Tore    | Punkte |
| --- | ------------------- | --- | - | - | - | ------- | ------ |
| 1.  | FC Nöttingen        | 2   | 1 | 1 | 0 | 007:600 | 04     |
| 2.  | Rot-Weiss Frankfurt | 2   | 1 | 0 | 1 | 005:500 | 03     |
| 3.  | SC Hauenstein       | 2   | 0 | 1 | 1 | 006:700 | 01     |

### Regionalliga West
Folgende Mannschaften qualifizierten sich direkt für die Regionalliga West 2016/17:
- Meister (bzw. bestplatzierte aufstiegsberechtigte und mindestens drittplatzierte Mannschaft) der Mittelrheinliga
  -  Bonner SC
- Meister (bzw. bestplatzierte aufstiegsberechtigte und mindestens drittplatzierte Mannschaft) der Oberliga Niederrhein
  -  Wuppertaler SV
- Meister und Vizemeister (bzw. die beiden bestplatzierten aufstiegsberechtigten und mindestens viertplatzierten Mannschaften) der Oberliga Westfalen
  -  Sportfreunde Siegen
  -  TSG Sprockhövel